# Fenerbahçe Spor Kulübü
El Fenerbahçe Spor Kulübü, conocido comúnmente como Fenerbahçe, es un club polideportivo con sede en el distrito de Kadıköy de Estambul, Turquía. El nombre del club deportivo deriva del barrio Fenerbahçe con un faro ubicado dentro de la zona ('Fener' en turco significa faro, 'bahçe' significa jardín; pronunciación adaptada al castellano: Fenérbajche). Tiene secciones de fútbol, baloncesto, voleibol, remo, atletismo, natación y tenis de mesa.

## Secciones

### Fútbol masculino
El equipo de fútbol del Fenerbahçe es el club con más seguidores del país y es el actual campeón de la Superliga de Turquía. Los apodan como los canarios amarillos y juega sus partidos de local en el Şükrü Saracoğlu Stadyumu, ubicado en Kadıköy. Su eterno rival es el Galatasaray SK con
quien juega el Clásico del fútbol turco, más conocido como el Clásico Intercontinental.

### Voleibol femenino
El equipo de voleibol femenino de Fenerbahçe fue campeón del Campeonato Mundial de Clubes en 2010, ganando 3-0 en la final al Sollys Osasco de Brasil.